# The Innocence Mission
I The Innocence Mission (dal 1995 il nome è stilizzato come the innocence mission) sono un gruppo musicale folk rock statunitense, avente come autrice principale e voce Karen Peris. Si sono formati a Lancaster in Pennsylvania nel 1985 in seguito alla produzione per una scuola cattolica del musical Godspell di Stephen Schwartz.

## Carriera
Dal 1985, inizialmente con il nome di Masquerade, i componenti originari del gruppo suonavano in club privati o persino per feste scolastiche di fine anno.
L'album di debutto The Innocence Mission, è del 1989 con la A&M Records prodotto da Larry Klein su segnalazione della compagna Joni Mitchell. Il discreto successo spinse Klein a produrre anche il secondo album Umbrella del 1991 con il quale il gruppo raggiunse una grande popolarità.
Dal terzo album, Glow (1995), prodotto sempre per la A&M da Dennis Herring, si ha una svolta nello stile e nelle sonorità che da quel momento in poi caratterizzeranno la produzione del gruppo. L'enfasi si spostò dalle tastiere alle chitarre con sempre maggior risalto alla voce di Karen, e ai testi. Nell'album sono contenuti il singolo Bright As Yellow e brani contenuti nelle colonne sonore dei film Empire Records (1995) e Il sogno di Frankie (1996) nonché nella serie televisiva Cinque in famiglia.
Dal 1999 il gruppo passò sotto la Kneeling Elephant, una sotto-etichetta della RCA. Il batterista Steve Brown lasciò la formazione, senza essere rimpiazzato. In seguito collaborò solo ad un pezzo del seguente album Birds of My Neighborhood nel quale non si fece altro uso di batteria. La svolta sonora era ormai tracciata con la sostituzione del basso elettrico di Mike Bitt con un contrabbasso. The Innocence Mission divennero così un trio acustico con sonorità decisamente folk e carattere intimista.
Nel 2000 uscì l'EP The Lakes of Canada, canzone che in seguito venne incisa anche da Sufjan Stevens.
A Natale dello stesso anno uscì l'album autoprodotto Christ Is My Hope che raccoglie canzoni folk e inni cristiani, d'ispirazione per il loro lavoro e i cui proventi vennero devoluti in beneficenza.
L'anno seguente venne pubblicato per l'etichetta indipendente WhatAreRecords? l'album Small Planes che raccoglie pezzi inediti composti tra il 1996 e il 2001.
Con la nuova etichetta Badman Records venne pubblicato nel 2003 Befriended, quindi l'anno successivo Now the Day Is Over, compilation di rivisitazione di classici con un inedito. Sempre per la Badman uscì nel 2007 We Walked in Song.
Con l'EP Street Map del 2008 si tornò ad una etichetta indipendente, la LAMP, che ha prodotto anche l'ultimo album, del 2010, My Room in the Trees nel quale sei dei dieci pezzi sono strumentali, con ampio spazio per il pianoforte.
Parallelamente all'attività del gruppo, Don Peris, chitarrista e marito di Karen, ha pubblicato quattro album, il primo nel 2001, l'ultimo nel 2013. La stessa Karen Peris ha inciso un album da solista nel 2012 intitolato Violet.
Nel 2015 tornano ad incidere insieme con l'album Hello I Feel the Same per l'etichetta discografica Korda Records.

## Tematiche
Pur non avendo mai aderito ufficialmente al movimento della cosiddetta Christian music, i The Innocence Mission nascono e crescono nel chiaro solco di un'esperienza cattolica espressa solo occasionalmente in maniera esplicita nei loro testi nei quali si esaltano l'amore, l'amicizia, la pace e la gioia. Tra i segni più tangibili della spiritualità di fondo, presente in tutta la produzione, si segnalano il singolo Medjugorje, contenuto già nel primo album, per altro ancora distante dalla dimensione intima e spirituale raggiunta a partire dal terzo album, e Christ Is My Hope, lavoro interamente dedicato a quella che i coniugi Peris vedono come guida della loro vita.

## Formazione

### Formazione attuale
- Karen Peris - voce - chitarra (1985-oggi)
- Don Peris - chitarra - pianoforte (1985-oggi)
- Mike Bitts - basso elettrico - contrabbasso (1985-oggi)

### Ex componenti
- Steve Brown - batteria (1985-1999)

## Discografia

### Album in studio
- 1989 - The Innocence Mission
- 1991 - Umbrella
- 1995 - Glow
- 1999 - Birds of My Neighborhood
- 2000 - Christ Is My Hope
- 2001 - Small Planes
- 2003 - Befriended
- 2004 - Now the Day Is Over
- 2007 - We Walked in Song
- 2010 - My Room in the Trees
- 2015 - Hello I Feel the Same
- 2018 - Sun on the Square
- 2020 - See You Tomorrow
- 2024 - Midwinter Swimmers

### EP
- 1986 - Tending the Rose Garden
- 2000 - Christ Is My Hope
- 2008 - Street Map
- 2017 - The Snow on Pi Day

### Singoli
- 1989 - Black Sheep Wall
- 1989 - I Remember Me
- 1990 - Wonder of Birds
- 1991 - And Hiding Away
- 1991 - Sorry and Glad Together / An Old Sunday
- 1995 - Bright as Yellow
- 1995 - Everything's Different Now
- 1995 - Keeping Awake
- 1999 - The Lakes of Canada
- 2001 - Today
- 2004 - One for Sorrow Two for Joy
- 2007 - Song From Holland
- 2016 - Trip
- 2018 - Green Bus
- 2018 - Look Out From Your Window
- 2019 - On Your Side
- 2019 - This Boat
- 2020 - The Brothers Williams Said
- 2020 - St. Francis and the Future
- 2024 - This Thread Is a Green Street